# ハマキョウレックス
株式会社ハマキョウレックス（英: HAMAKYOREX CO., LTD.）は、浜松市中央区に本社を置く、3PL（物流一括受託）大手の物流業者である。JPX日経中小型株指数の構成銘柄の一つ。

## 特色
3PL（一括受託）事業を軸に高成長。旧・近鉄物流等を買収し路線網も整備。

## 沿革
- 1971年（昭和46年）
  - 2月 - 株式会社遠織輸送センター設立、一般区域貨物自動車運送事業開始。
  - 3月 - 静都運輸株式会社に商号変更。
  - 12月 - 浜松協同運送株式会社に商号変更し、本社を静岡県浜松市東三方町に移転。
- 1984年（昭和59年）6月 - 自動車修理業及び自動車損害保険代理業会社を手がける子会社として浜協サービス株式会社を設立。
- 1985年（昭和60年）3月 - 自動車運送取扱業、自動車運送代弁業、自動車運送利用業開始。
- 1990年（平成2年）6月 - 静岡県浜松市湖東町において倉庫業を開始。
- 1992年（平成4年）8月 - 本社を静岡県浜松市寺脇町に移転。株式会社ハマキョウレックスに商号変更。
- 1993年（平成5年）
  - 4月 - 大手量販店向け業務取扱のため、神奈川県相模原市に伊藤忠商事との合弁企業・株式会社スーパーレックスを設立。
  - 8月 - 東京都新宿区四谷に東京出張所を開設。
  - 9月 - 神奈川県相模原市に相模原営業所を開設。
- 1995年（平成7年）
  - 4月 - 滋賀県犬上郡多賀町に彦根支店を開設。
  - 7月 - 札幌市白石区流通センターに札幌営業所を開設。
- 1997年（平成9年）
  - 3月 - 静岡県磐田郡浅羽町（現・袋井市）に浅羽営業所を開設。
  - 9月 - 日本証券業協会に株式を店頭登録。
- 1999年（平成11年）
  - 4月 - 横浜市中央卸売市場内に横浜営業所を開設。
  - 7月 - 茨城県稲敷郡東町（現・稲敷市）に成田営業所を、三重県阿山郡伊賀町（現・伊賀市）に伊賀営業所をそれぞれ開設。
  - 10月 - 愛知県小牧市に小牧営業所を開設。
- 2000年（平成12年）
  - 2月 - 静岡県浜松市寺脇町にコンビニエンスストア（寺脇店）を出店。
  - 10月 - 
    - 神奈川県愛甲郡愛川町に厚木営業所を開設。
    - 株式会社スーパーレックスが、事業拡大のため株式会社クーレックスを買収し、子会社とする。
- 2001年（平成13年）
  - 1月 - スーパーレックスが、クーレックスを吸収合併。
  - 2月 - 東京証券取引所市場第二部へ当社株式を上場。
- 2002年（平成14年）
  - 2月 - 
    - 神奈川県綾瀬市に綾瀬営業所を開設。
    - 中国・上海市に現地合弁企業の上海浜神服飾整理有限公司を設立。日本向け製品の検品事業開始。

  - 10月 - 静岡県静岡市に本社を置く東海乳菓運輸株式会社の株式を70%取得し、子会社とする。
- 2003年（平成15年）3月 - 東京証券取引所第一部へ株式を上場。
- 2004年（平成16年）
  - 3月 - 長野県南安曇郡堀金村（現・安曇野市）にあずみ野営業所を開設。
  - 8月 - 茨城県結城郡八千代町に本社を置く高塚運送株式会社の株式70%を取得し、同社及び有限会社さくら物流を連結子会社とする。
  - 10月 - 株式公開買付けにより、静岡県駿東郡清水町に本社を置く近鉄物流株式会社（現・近物レックス）の株式86.55%を取得し、連結子会社とする。
- 2006年（平成18年）8月 - 近物レックスが、茨城県水戸市に本社を置く茨城県貨物自動車運送株式会社の全株式を取得し、連結子会社とする。
- 2007年（平成19年）4月 - 高塚運送が同社子会社であるさくら物流の全株式を譲渡。
- 2008年（平成20年）10月 - 神戸市西区に神戸西営業所を開設。
- 2009年（平成21年）
  - 6月 - 長野県塩尻市に本社を置く松本運送株式会社の株式90%を取得し、連結子会社とする。
  - 10月 - 大浜運輸株式会社（本社：静岡県掛川市）及び浜松興運株式会社（本社：静岡県磐田市）の全株式を取得し、連結子会社とする。
- 2010年（平成22年）
  - 5月 - バングラデシュに現地法人のHAMAKYOREX CO., LTD.を設立。日本向け製品の検品事業開始。
  - 10月 - 東京都大田区に本社を置く株式会社JALロジスティクス（現・ロジ・レックス）の株式72%を取得し、連結子会社とする。
- 2011年（平成23年）
  - 3月 - 静岡県袋井市に袋井センターを開設。
  - 4月 - 浜松市西区（現：中央区）に大山センターを開設。
  - 5月 - 大阪市住之江区に大阪南港センターを開設。
  - 11月 - 中国香港特別行政区に現地法人の濱協物流通（香港）有限公司を設立。
- 2012年（平成24年）
  - 1月 - スーパーレックスが、完全子会社として株式会社SRXを設立。
  - 4月 - 千葉県船橋市に本社を置く株式会社ジェイティービー物流サービス（現・ジェイビーエス）の全株式を取得し、連結子会社とする。
- 2015年（平成27年）10月 - 千葉県市原市に本社を置く千葉三港運輸株式会社の株式100%を取得し、連結子会社とする[4]。
- 2016年（平成28年）
  - 4月 - 新潟市北区に本社を置くシュタープ株式会社の株式100%を取得し、連結子会社とする[5]。
  - 11月 - 名古屋市天白区に本社を置く藤栄運輸株式会社の株式70%を取得し、連結子会社とする。
- 2017年（平成29年）4月 - 山口県防府市に本社を置く千代田運輸株式会社の全株式を取得し、連結子会社とする[6]。
- 2018年（平成30年）12月 - 大阪市中央区に本社を置く株式会社JPロジサービス（現・HMKロジサービス）の株式67.6%を取得し、連結子会社とする[7]。
- 2019年（令和元年）12月 - 福岡県糟屋郡志免町に本社を置く株式会社シティーラインの全株式を取得し、連結子会社とする。[8]

## 子会社
- 株式会社スーパーレックス
- 高塚運送株式会社
- 近物レックス株式会社 - 旧・近鉄物流株式会社。2004年に近畿日本鉄道から株式を譲受し、子会社化。
- 三重近物通運株式会社
- 茨城県貨物自動車運送株式会社
- 都運輸株式会社
- 東海乳菓運輸株式会社
- 松本運送株式会社
- 大浜運輸株式会社
- 浜松興運株式会社
- 株式会社ロジ・レックス - 旧・株式会社JALロジスティクス。2010年に日本航空インターナショナルから株式を譲受し、子会社化。
- 浜協サービス株式会社
- 株式会社SRX
- 株式会社HMKロジサービス - 旧・株式会社JPロジサービス。2018年に日本郵便から株式を譲受し、子会社化。
- 上海浜神服飾整理有限公司
- HAMAKYOREX CO., LTD.
- 濱協物流通（香港）有限公司
- 株式会社シティーライン

### かつての子会社
- 株式会社ジェイ・トランス - 2016年4月1日付でロジ・レックスへ吸収合併。
- 株式会社ジェイビーエス - 旧・株式会社ジェイティービー物流サービス。2012年にJTB及びJTB商事が保有する全株式を譲受し子会社化。2020年4月1日付でロジ・レックスへ吸収合併。

## 労働問題
同社の滋賀県内の支店に勤務しトラックの運転に当たっている男性の契約社員が、皆勤手当などに於ける各種手当の多くが正社員にのみ支給されるのが違法であるとして、同社に対し格差是正を求め訴訟を提起。大阪高等裁判所は一旦は格差は不合理とは言えないとの判決を下したが、最高裁判所は、格差が不合理だとした上で、支給条件を満たしているかどうか更なる審理が必要であるとして同高裁に差し戻し。同高裁の差戻審は2018年12月21日に、皆勤手当全額の支払いを命じた。